# Wiktor Ludwikowski
Wiktor Wilczyński vel Ludwikowski (ur. 23 kwietnia 1886 we Lwowie, zm. 24 marca 1959 w Koźlu) – inspektor Policji Państwowej, major rezerwy żandarmerii, kryminolog, teoretyk kryminalistyki, wykładowca, współtwórca policji w Polsce i Interpolu, radny Powiatowej Rady Narodowej.

## Życiorys
Urodził się 23 kwietnia 1886 r. jako jedno z dziewięciorga dzieci Stanisława (zbrojmistrz / rusznikarz w 9 pułku piechoty Austro-Węgier we Lwowie) i pochodzącej z Czech Teresy Bertel. Jego dwaj bracia, Bronisław (ur. 1887) i Marian (ur. 1901), także zostali oficerami Policji Państwowej i zaginęli w 1940 po deportacji do ZSRR. 
Po ukończeniu 4 klas gimnazjum wstąpił do Szkoły Kadetów we Lwowie, gdzie w roku 1905 zdał maturę. W 1908 r. ukończył w stopniu podporucznika Terezjańską Akademię Wojskową w Wiener Neustadt. Nominowany wykładowcą kryminalistyki, po siedmiu latach awansowany do stopnia rotmistrza żandarmerii (Rittmeister).
Po wybuchu I wojny światowej został przydzielony do 95 pułku piechoty c. i k. armii, pełnił funkcję dowódcy 3 kompanii, strzegąc granicy w Czarnogórze oraz funkcję dowódcy batalionu w Czortkowie. Jednocześnie był organizatorem tajnego Związku Strzeleckiego, w ramach którego wykładał taktykę walk partyzanckich. Został ranny na froncie rosyjskim w 1914 i ponownie w 1915 r. Po rekonwalescencji był dowódcą 29 batalionu marszowego i w 1916 r. ponownie odniósł rany. Po odbyciu leczenia i powrocie do jednostki, został awansowany na pułkownika i mianowany na komendanta szkoły oficerskiej w Karniowie. W 1917 r. brał udział w walkach w rejonie ukraińskim i galicyjskim. Wówczas otrzymał awans na generała brygady. U kresu wojny służył w Żandarmerii Krajowej przy Komendzie Generalnej w Lublinie jako szef Centrali Inwigilacyjnej na ziemiach polskich okupowanych przez Austrię.
Po odzyskaniu przez Polskę niepodległości dekretem Naczelnego Wodza Wojsk Polskich z 18 listopada został przyjęty do Wojska Polskiego w stopniu kapitana, po czym rozkazem szefa Sztabu Generalnego Wojska Polskiego Stanisława Szeptyckiego z 17 grudnia 1918 r. został przydzielony do żandarmerii (jego tożsamość została podana jako Wiktor Ludwikowski vel Wilczyński). W stopniu rotmistrza pełnił funkcję dowódcy dywizjonu żandarmerii wojskowej Nr 3 od grudnia 1918 r. do października następnego roku i został mianowany dowódcą żandarmerii w okręgu generalnym nr 3 – Kielce. Został awansowany do stopnia majora rezerwy żandarmerii ze starszeństwem z dniem 1 czerwca 1919 roku. W 1923 i 1924 r. był oficerem rezerwowym 1 dywizjonu żandarmerii w garnizonie Warszawa.
1 czerwca 1919 r. wstąpił do Policji Państwowej i od 17 czerwca sprawował stanowisko szefa Centralnego Biura Inwigilacyjnego, od września działającego jako Wydział Rejestracyjno-Karny Komendy Głównej Policji, którego był naczelnikiem od 5 listopada 1919 do 21 czerwca 1920 r. (był to późniejszy Wydział IV KGPP). W tym czasie Ludwikowski był organizatorem pierwszej polskiej centrali kryminalistycznej. Wprowadzał stosowanie daktyloskopii w pracy policji. Następnie został skierowany do Naczelnej Inspekcji PP w Warszawie i mianowany inspektorem. Od 21 czerwca 1920 do 1 stycznia 1921 r. pełnił funkcję komendanta Okręgu IX Poznańskiego PP. Jako naczelnik okręgu powoływał w okręgu nowe komendy powiatowe. Został także delegatem rządu ds. powstań śląskich. Wówczas był organizatorem szkoleń komendantów posterunków plebiscytowych oraz wspierał działania powstańców. Od 15 lutego 1923 do 15 stycznia 1924 r. sprawował stanowisko komendanta Okręgu VI miasta stołecznego Warszawa. W 1926 r. był kierownikiem I Grupy Inspekcyjnej KGPP na województwa: warszawskie, lubelskie, stanisławowskie i nowogródzkie. W Pruskim Instytucie Policyjnym w Berlinie-Charlottenburgu współpracował w przygotowaniach do stworzenia Międzynarodowej Komisji Policji Kryminalnych, założonej w 1923 r. jako Interpol. Od 1 lipca 1930 do 15 września 1931 r. był komendantem Okręgu XVI Wileńskiego. Z powodu stanu zdrowia w 1932 r. został przeniesiony w stan spoczynku.
Publikował prace z zakresu dziedziny policyjnej, w tym wspólnie z innym funkcjonariuszem PP, insp. Henrykiem Walczakiem. Zajmował się m.in. żargonem przestępczym. Od 1934 pracował w Ministerstwie Skarbu odpowiadając za reformę Policji Skarbowej. Następnie był redaktorem miesięcznika „Flota Polska”. Przed 1939 zamieszkiwał przy ulicy Fryderyka Chopina 17 w Warszawie.
Po wybuchu II wojny światowej w okresie kampanii wrześniowej w trakcie obrony Warszawy z polecenia prezydenta stolicy Stefana Starzyńskiego zorganizował od 4 września 1939 w pięć dni straż obywatelską w liczbie 37 komisariatów (jej komendantem został prof. Janusz Regulski, a Ludwikowski szefem Wydziału Wykonawczego). Po poddaniu Warszawy został aresztowany przez Niemców i osadzony w więzieniu na Szucha. Pod zarzutem organizowania lotnych patroli został wywieziony na roboty przymusowe do Czechosłowacji, gdzie pracował w fabryce zbrojeniowej zakładów Škoda.
Po zakończeniu wojny osiadł w Koźlu, gdzie od 1945 współprowadził restaurację „Repatriantka”, od 1946 był naczelnikiem Etapowym Oddziału Państwowego Urzędu Repatriacyjnego w Koźlu, następnie był kierownikiem Banku Ludowego. W 1946 został radnym Powiatowej Rady Narodowej, był działaczem społecznym. Wstąpił do Polskiej Partii Socjalistycznej. Został wybrany na komendanta powiatowego Związku Weteranów Powstań Śląskich i piastował tę funkcję przez 13 lat. W 1956 przeszedł na emeryturę. Później zajmował się handlem.
Zmarł 24 marca 1959. Został pochowany na cmentarzu w Koźlu - obecnie cmentarz komunalny Kędzierzyn-Koźle (sektor 8-C-22).
Był dwukrotnie żonaty, jego pierwsza żona Helena zmarła w 1946, po raz drugi ożenił się w 1948.

## Ordery i odznaczenie
- Krzyż Kawalerski Orderu Odrodzenia Polski (2 maja 1923)[20][21][22]
- Złoty Krzyż Zasługi (29 kwietnia 1925)[23][20]
- Śląski Krzyż Powstańczy (1947)
- Medal Pamiątkowy za Wojnę 1918–1921[20]
- Medal Dziesięciolecia Odzyskanej Niepodległości[20]
- Gwiazda Górnośląska II klasy[20] (1923)
- Krzyż Komandorski Orderu Gwiazdy Rumunii[b][20] (Rumunia, 1923)
- Krzyż Jubileuszowy Wojskowy (Austro-Węgry)[24]

## Upamiętnienie
20 stycznia 2011 jego imieniem została nazwana sala konferencyjna w Komendzie Wojewódzkiej Policji w Poznaniu. Została także ustanowiona tablica pamiątkowa honorująca Wiktora Ludwikowskiego.
Uchwałą z dnia 25 lutego 2016 r. Rada Miasta Kędzierzyn-Koźle nadała nazwę „Wiktora Ludwikowskiego” mostowi na Odrze w Koźlu łączącemu ul. Wyspa z ul. Xawerego Dunikowskiego.

## Publikacje
- Podręcznik dla służby daktyloskopijnej (1920)
- Psy służbowe w Policji
- Żargon mowy przestępców: „Blatna muzyka”. Ogólny zbiór słów gwary złodziejskiej (1922, współautor: Henryk Walczak)
  - Słownik mowy złodziejskiej. Żargon mowy przestępców: „Blatna muzyka” (1979, autorzy: Antoni Kurka, Wiktor Ludwikowski, Henryk Walczak)
- Polnische Gaunersprache (1979, inni autorzy: Olexa Horbatsch, Antoni Kurka, Karol Józef Teofil Estreicher)